# Åbent filformat
Et åbent filformat er et filformat, hvis specifikation er frit tilgængeligt og typisk udgivet af et standardiseringsorgan, og kan benyttes af alle til at skrive software der kan læse og skrive formatet. Se også Åben dokumentstandard.
Når et IT-firma indfører et nyt filformat er det ikke simpelt for firmaet at beslutte om formatet skal være åbent eller lukket.
- Hvis filformatet gøres åbent betyder det er konkurrenterne også kan benytte formatet
- Hvis filformatet gøres åbent kan det måske udvikle sig til en almen standard og derved give firmaet en vigtig konkurrence-fordel

| Enheder | Spire Denne artikel om standarder og måleenheder er en spire som bør udbygges. Du er velkommen til at hjælpe Wikipedia ved at udvide den. |